# Ультраабісаль

Ультраабісаль (хадальна зона) на фоні різних глибин океану

Ультраабісаль (рос. ультраабиссаль; англ. hadal, hadal zone, ultra-abyssal; нім. Ultraabyssal n) — найглибоководніша частина океану (глибина понад 6000-7000 м), область океанічних жолобів. Син. — хадальна зона.

## Дослідження
Відомі дослідники — Жак Пікар — швейцарський океанолог, Дон Волш — американський океанологом, які перші побували на дні Маріанської западини (у 1960 р.), а також Джеймс Камерон — американський кінорежисер (у 2012 р.).

## Фауна
Близько 70 % її складають ендеміки. Ф.у. окремих жолобів також ендемічна. На акумулятивних ділянках схилів і дна жолобів переважають детритоїди (переважно голотурії і молюски), на крутих уступах схилах — сестоноїди (переважно кишковопорожнинні, асцидії, молюски, морські лілії). В осадах можуть зберігатися мушлі молюсків родин Malletiidae і Kellietidae, фрагменти морських лілій.